# 갠더 국제공항
갠더 국제공항(영어: Gander International Airport, IATA: YQX, ICAO: CYQX)은 캐나다 뉴펀들랜드 래브라도주의 갠더에 있는 국제공항이다.
1936년 착공하고 1938년 문을 열었다. 개장 초기에 간더 국제공항은 총 4개의 활주로를 가진 전세계에서 가장 큰 공항이었다. 1949년까지 공식명칭은 뉴펀들랜드 공항이었다.

## 운항 노선
| 항공사                 | 목적지                                                        |
| ---------------------- | ------------------------------------------------------------- |
| 에어 캐나다 익스프레스 | 구스 베이, 핼리팩스, 세인트존스, 와부시 계절편: 토론토-피어슨 |
| 익스플로이츠 밸리 에어 | 포고                                                          |
| PAL 항공               | 처칠 펄스, 구스 베이, 세인트존스, 와부시                      |
| 선윙 항공              | 계절편: 토론토-피어슨, 바라데로                               |
| 웨스트젯               | 핼리팩스                                                      |